# La sirena negra
La sirena negra és una pel·lícula dirigida per Carlos Serrano de Osma, estrenada l'any 1947 i protagonitzada per Fernando Fernán Gómez, Isabel de Pomés, Ramon Martori i Fernando Sancho.

## Argument
A partir de la novel·la d'Emilia Pardo Bazán, el film narra el drama psicològic de Gaspar Montenegro, enamorat de la mort (La sirena negra) a qui atrau constantment desviant-lo de les alegries de la vida, amb un final de tragèdia grega.

## Al voltant de la pel·lícula
Els exteriors van ser rodats a les cales de Begur així com algunes seqüències d'interior a una residència particular. L'actor Fernan Gomez va ser conegut com a actor dramàtic en aquest film que li va permetre participar en la pel·lícula Balarrasa.

## Repartiment
- Fernando Fernán Gómez
- Isabel de Pomés
- Ramon Martori
- Fernando Sancho